# Tommaso Rocchi
Tommaso Rocchi (Veneza, 19 de setembro de 1977) é um ex-futebolista italiano que atuava como atacante. 

## Carreira
Rocchi representou a Seleção Italiana de Futebol, nas Olimpíadas de 2008. 